# Oleg Khodkov

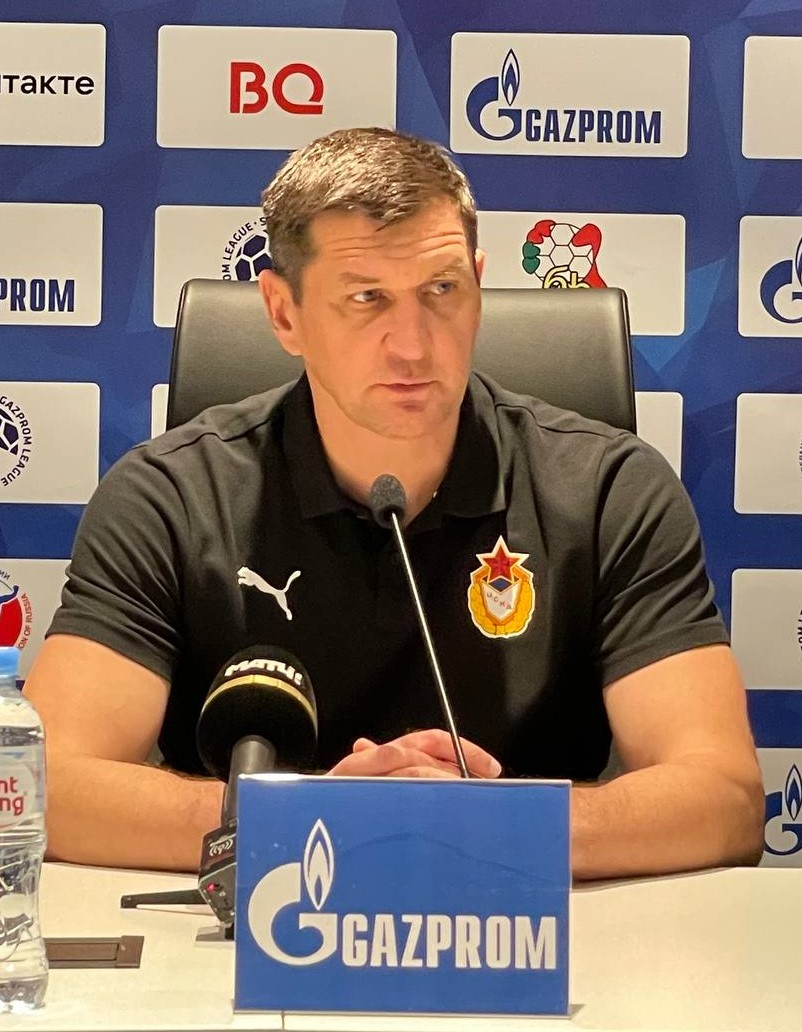

Oleg Khodkov (em russo:  Дмитрий Рудольфович Филиппов ; Krasnodar, 5 de abril de 1974) é um handebolista profissional da Rússia, campeão olímpico.
Nos Jogos Olímpicos de 2000, em Sydney, Oleg Khodkov fez parte da equipe russa que sagrou-se campeã olímpica. Com seis partidas e 11 gols.